# День кооперации (Иран)
День кооперации (перс. روز تعاون) — иранский праздник, отмечающийся 4 сентября (13 шахривара по иранскому календарю).

## История праздника
День кооперации отмечается 4 сентября в связи с годовщиной подписания Меджлисом закона о кооперативном секторе экономики Ирана в 1991 году. После выхода нового закона было основано министерство кооперации Ирана, впоследствии ставшее министерством социального обеспечения и защиты. На сегодняшний день орган известен как министерство кооперации, труда и социального обеспечения Ирана.

## Министерство кооперации, труда и социального обеспечения Ирана
Министерство кооперации, труда и социального обеспечения Ирана (перс. وزارت تعاون، کار و رفاه اجتماعی ایران) — один из органов правительства Ирана, ответственный за контроль кооперативного бизнеса, регулирование и осуществление политики, касающейся трудовых и социальных вопросов. Был сформирован 3 августа 2011 года путем слияния министерства социального обеспечения и защиты и министерства труда.

## Кооперативный сектор экономики
Кооператив — это принадлежащий государству контролируемый бизнес, который работает ради взаимной выгоды членов кооператива. Кооперативы могут быть производственными и потребительскими, они отличаются друг от друга обязательным трудовым участием членов кооператива. Таким образом, производственный кооператив представляет собой коммерческую организацию, так как основной его целью является получение прибыли, в то время как потребительский кооператив — это некоммерческая организация, созданная для удовлетворения определённых потребностей своих членов, не подразумевающая извлечение прибыли.
Первые кооперативы создавались в XIX веке британскими благотворителями, желавшими улучшить положение рабочих на заводах и фабриках, но спустя несколько десятилетий сами рабочие стали владельцами кооперативов — магазинов, мельниц, галантерей и т. д. Уже к концу XIX века кооперация стала широко использоваться в экономике всей Европы.
На данный момент в Иране действуют и создаются кооперативы в следующих секторах экономики: сельское хозяйство, сектор услуг, недвижимость, народные промыслы (в основном ковроткачество), транспорт и выдача кредитов.